# Orthosia rufannulatus
Orthosia rufannulatus là một loài bướm đêm trong họ Noctuidae.